# Ernst Gotthilf
Ernst Gotthilf, auch Ernst Gotthilf von Miskolczy, (* 1. Oktober 1865 in Temesvár, Kaisertum Österreich; † 17. September 1950 in Oxford, Großbritannien) war ein österreichischer Architekt vornehmlich des neoklassizistischen Reformstils.

## Biographie
Ernst Gotthilf war ein Sohn des 1885 geadelten jüdischen Großindustriellen Eduard Gotthilf de Miskolcz und der Josefine Stern. Seine Ausbildung als Architekt begann er am Polytechnikum in Zürich und wechselte anschließend nach Wien an die Technische Hochschule und die Akademie der bildenden Künste. Nachdem er zwei Jahre bei Helmer und Fellner praktiziert hatte, machte er sich mit 27 Jahren selbständig.
Seine ersten Aufträge waren vor allem Miethäuser und Wohn- und Geschäftshäuser. Prominentester Auftraggeber in dieser Periode war das Gremium der Wiener Kaufmannschaft mit ihrem Krankenhaus in der Peter-Jordan-Straße.
1909 gründete Ernst Gotthilf mit Alexander Neumann (1861–1947) eine Bürogemeinschaft, die bald führend in Wien war. Sie errichteten Miethäuser, Villen und Palais und machten sich auch als Planer von Bankgebäuden einen Namen. Auch während des Ersten Weltkriegs war es ihnen möglich, Bauaufträge auszuführen. Erst nach Kriegsende und dem damit verbundenen Verlust finanzkräftiger Auftraggeber gingen kaum noch Aufträge ein.
Ernst Gotthilf emigrierte nach dem Anschluss Österreichs an das Dritte Reich 1938 nach England, wo er sich in Oxford niederließ. Seine Frau Elisabeth geb. Zifferer (1874–1965), Tochter des damals bekannten Wiener Stadtbaumeisters Donat Zifferer (1845–1909) und der Frauenrechtlerin Rosa Zifferer geb. Schüler (1851–1911), starb  ebenfalls in England.

## Auszeichnungen
Ernst Gotthilf erhielt im Laufe seiner Tätigkeit zahlreiche Auszeichnungen und Ehrentitel:
- Goldene Füger-Medaille
- Baurat (um 1908)
- Ritterkreuz des Franz-Joseph-Ordens (um 1913)
- Beeideter Sachverständiger und Schätzmeister für das Landes- und Handelsgericht (1914)
- Oberbaurat (1918)
- Ehrenmitglied der Zentralvereinigung der Architekten Österreichs (1919)
- Professor (1923)

## Mitgliedschaften
- ab 1893: Genossenschaft der bildenden Künstler Wiens
- ab 1893: Österreichischer Ingenieur- und Architektenverein
- ab 1896: Niederösterreichischer Gewerbeverein
- ab 1907: Zentralvereinigung der Architekten Österreichs
- ab 1913: Gründungsmitglied des Österreichischen Werkbundes

Weiters war Ernst Gotthilf Mitglied des Zentralverbandes der Architekten der im Reichsrat vertretenen Königreiche und Länder – dort übte er auch das Amt des Vizepräsidenten aus – und Mitglied des Architektenclubs der Genossenschaft der bildenden Künstler Wiens.

## Werke
Ernst Gotthilf führte alleine und mit seinem Partner Alexander Neumann neben den hier genannten Bauwerken noch zahlreiche weitere Aufträge – vor allem Miethäuser sowie Wohn- und Geschäftshäuser aus.

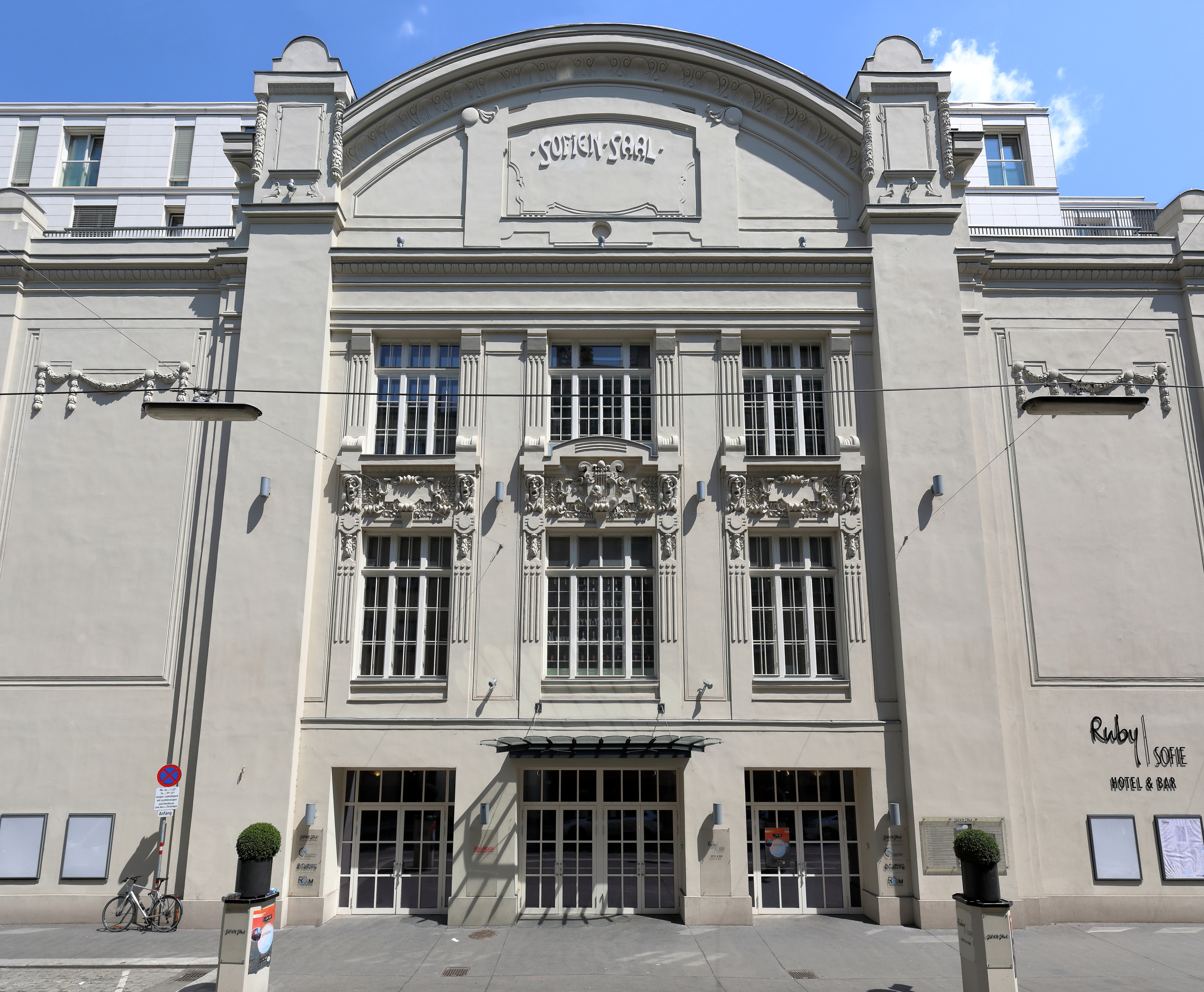
Die Hauptfassade der ehemaligen Sofiensäle (1898–1899)

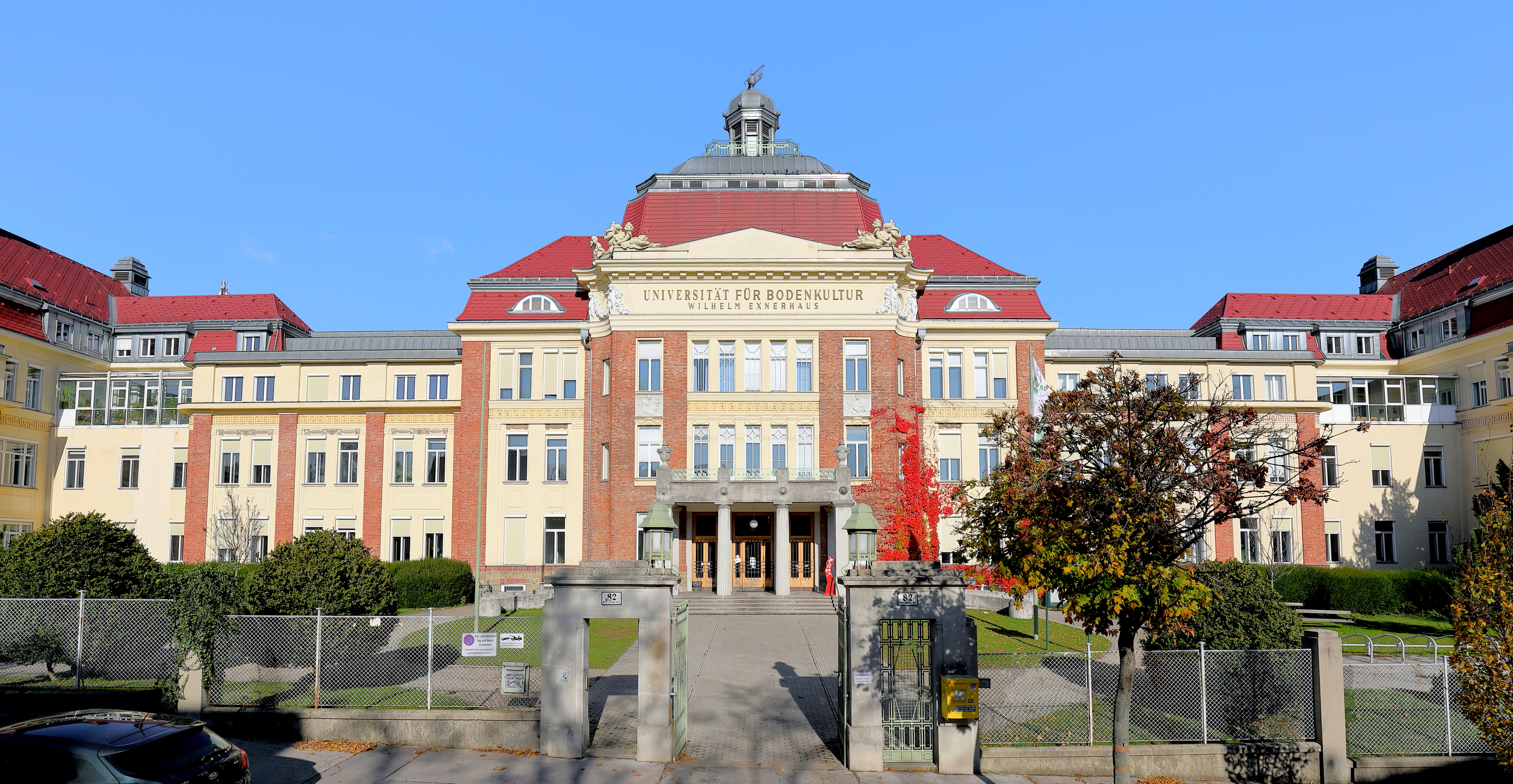
Als Krankenhaus der Wiener Kaufmannschaft errichtet (1908–1910) und seit 1960 als Wilhelm-Exner-Haus von der Universität für Bodenkultur als Nebenstandort genutzt.

- 1895: Palais Lanna, Argentinierstraße 20, Wien-Wieden
- 1898–1899: Neubau der Fassade der Sofiensäle (Marxergasse 17, Wien-Landstraße)
- 1900: Grabdenkmal für Ferdinand Groß (Wiener Zentralfriedhof)
- 1902: Heim für obdachlose Familien (Universumstraße 62, Wien-Brigittenau, gemeinsam mit D. Zifferer)[1]
- 1903: Haus der Wiener Kaufmannschaft (Schwarzenbergplatz 14, Wien-Wieden)
- 1904: Stiftungshaus des Gremiums der Wiener Kaufmannschaft (Krugerstraße 3, Wien-Innere Stadt)
- 1905: Apotheke zur Mutter Gottes (Gudrunstraße 150, Wien-Favoriten)
- 1906: Haus der Basler Versicherung (Lothringerstraße 16, Wien-Innere Stadt)
- 1906: Frauenabteilung des Sanatorium Löw unter Einbeziehung und Adaptierung des angrenzenden Hauses (Mariannengasse 18–20, Wien-Alsergrund)
- 1907–08: Villa Siegfried Trebitsch, Maxingstraße 20 (Bauausführung Hugo Schuster)
- 1908: Verwalterhaus der Universität für Bodenkultur (Gregor-Mendel-Straße 33, Wien-Währing)
- 1908–1910: Krankenhaus der Wiener Kaufmannschaft (Peter-Jordan-Straße 82, Wien-Döbling, heute: Wilhelm-Exner-Haus der Universität für Bodenkultur)
- um 1909: Schloss in Kierling (Kierlingerstraße 87, Klosterneuburg)
- 1909–1912: Wiener Bankverein (Schottengasse 6–8, Wien-Innere Stadt, gemeinsam mit Alexander Neumann)
- 1909: Zweigstelle des Wiener Bank-Vereins in Istanbul mit Alexander Neumann[2][3]
- 1912: Heim für obdachlose Familien (Wiesberggasse 13, Wien-Ottakring)
- 1912–1914: Bürohaus Anker-Hof (Hoher Markt 10–11, Wien Innere Stadt, gemeinsam mit Alexander Neumann)
- 1913–1915: Länderbank (Am Hof 2, Wien-Innere Stadt, gemeinsam mit Alexander Neumann)
- 1914–1921: Österreichische Creditanstalt für Handel und Gewerbe (Renngasse 2, Wien-Innere Stadt, heute: Bank Austria Kunstforum)
- 1915: Wiener Bankverein (Hauptplatz 14, Graz), gemeinsam mit Alexander Neumann
- 1916: Miethausgruppe (Schwarzenbergplatz 7–8, Wien-Landstraße, gemeinsam mit Alexander Neumann)
- 1917–1918: Palais Fanto (Schwarzenbergplatz 6, Wien-Landstraße, gemeinsam mit Alexander Neumann, später Sitz des Österreichischen Branntweinmonopols, heute Arnold Schönberg Center)
- 1922: Bürohaus für die Österreichische Creditanstalt für Handel und Gewerbe (Kaiserfeldgasse 5, Graz)